# Copa da Liga Escocesa 1959–60
A Copa da Liga Escocesa de 1959-60 foi a 14º edição do segundo mais importante torneio eliminatório do futebol da Escócia. O campeão foi o Heart of Midlothian F.C, que conquistou seu 3º título na história da competição ao vencer a final contra o Third Lanark A.C., pelo placar de 2 a 1.

## Premiação
| Copa da Liga Escocesa de 1959-60            |
| Escócia                                     |
| ------------------------------------------- |
| Heart of Midlothian F.C Campeão (3º título) |